# Chó Pinscher Đức

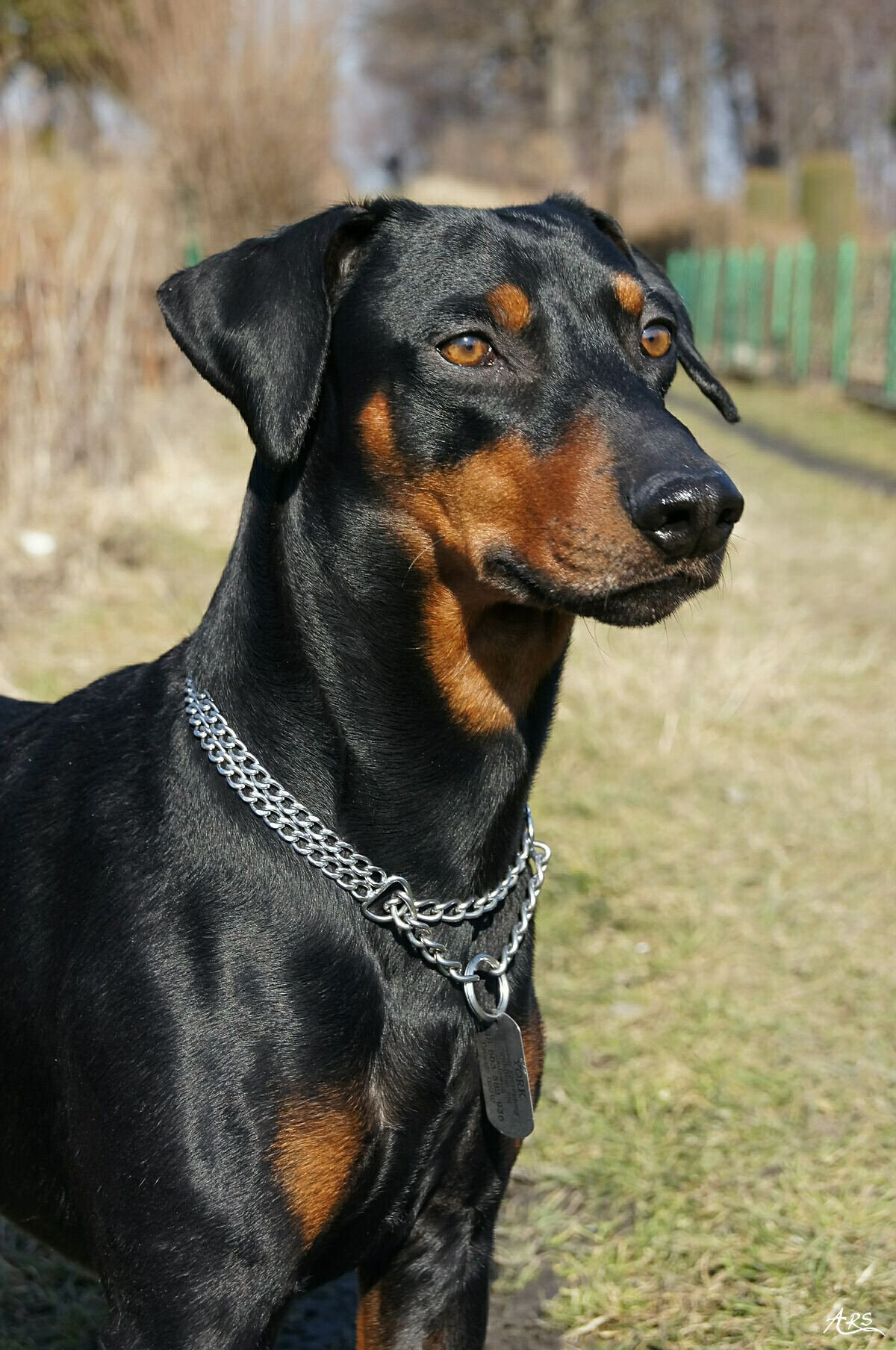
Một con Deutscher Pinscher

Chó Pinscher Đức (German Pinscher) là một giống chó thuộc nhóm chó sục có nguồn gốc từ nước Đức. Trước đây, German Pinscher được sử dụng như một loài chó chuyên dùng để kiểm soát loài gặm nhấm, chăn gia súc, chó canh gác, chó bảo vệ và thú cưng. Chúng có thể thăm dò và lựa thế tấn công những con vật bò sát nguy hiểm. Câu lạc bộ nuôi chó Anh Quốc ghi nhận những con German Pinscher vào nhóm chó lao động. Được công nhận bởi các tổ chức và hiệp hội về chó như CKC, FCI, KCGB, NKC, NZKC, ANKC, APRI, AKC, ACR.

## Đặc điểm

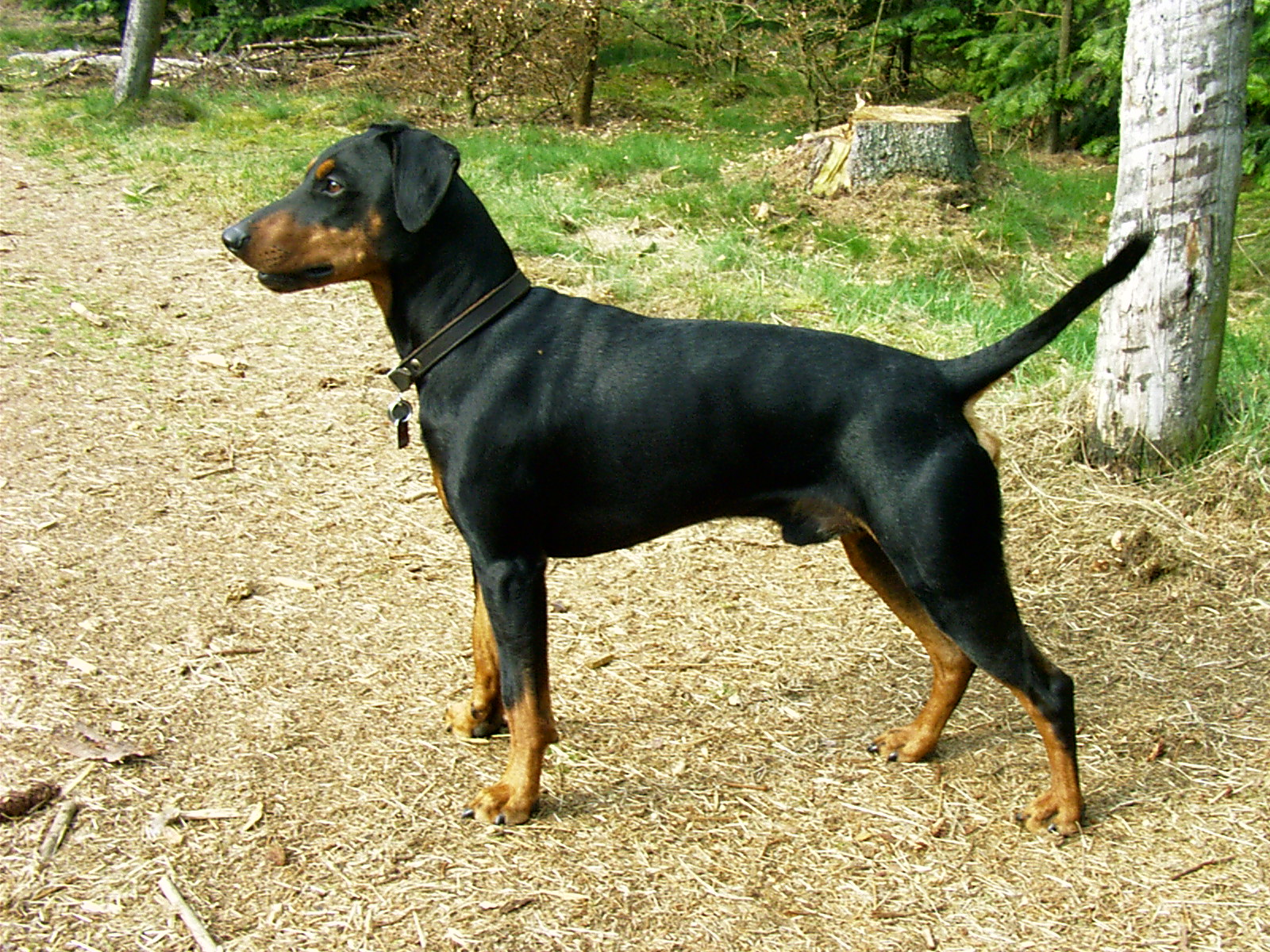
Tổng thể một con German Pinscher

## Tập tính

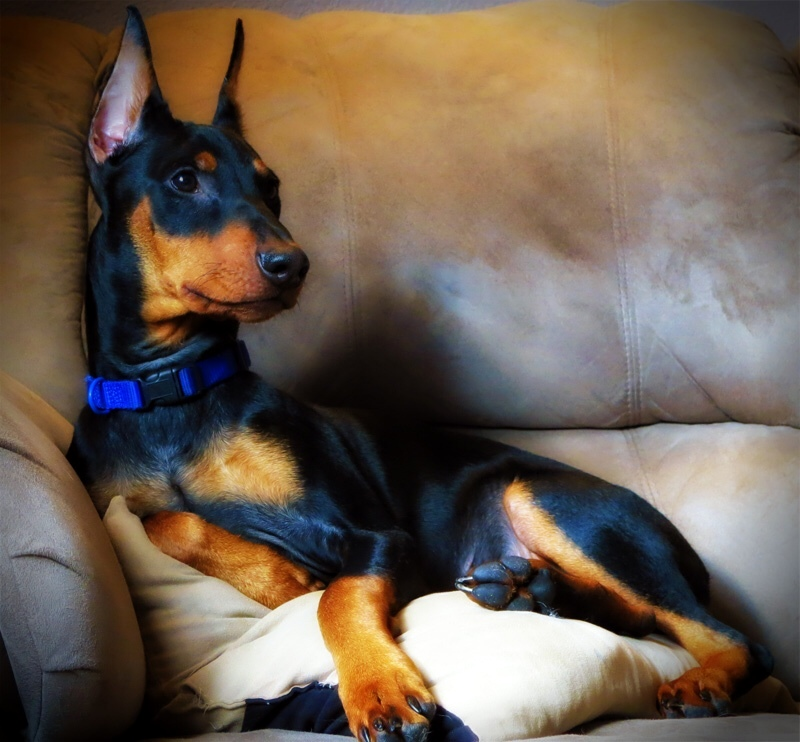
Một con GermanPinscher